# 安省法文大學
安省法文大學（簡稱）是一所位於加拿大安大略省多倫多的公立大學，以法語為唯一教學語言。大學校舍位於多倫多市中心的東湖濱區（East Bayfront），靠近安大略湖多倫多湖濱。
該大學於2018年4月由安大略省省議會成立，但直到2019年9月才提供第一個學術項目。該大學於2021年招收了第一批全日制學生。

## 歷史
在2010年後，安大略省中部和西南部出現了促進建立以法語為教學語言的大學的活動。包括安省法語人大會（Francophone Assembly of Ontario）在內的多個安大略法語及法裔團體發布了一份報告，建議於2014年10月3日在該地區建立一所法語大學。2015年5月26日，在安大略省省議會有議員提出建立法語大學的私人議案。然而，由於議會休會，該法案未能通過。在議會休會期間，安大略省中部和西南部的法文專上教育諮詢委員會發布了一份報告指出，安大略省中部和西南部的法文專上教育資源不足，並建議在大多倫多地區建立一所法語大學以幫助解決問題。
在議會重開後，有關的私人法令草案於2016年9月21日再度被提出。9月22日，議會成立了一個計劃委員會來幫助建立該大學，其中包括聯邦前官方語言專員；來自其他位於多倫多的大學的成員（包括懷雅遜大學和多倫多大學）；省級法語公共廣播公司TFO的總裁；以及來自其他安大略省法語及法裔組織的成員。建立該大學的法例《2017年安省法文大學法令》（Université de l'Ontario français Act, 2017）於2017年12月14日通過，並於2018年4月9日正式生效。Normand Labrie於2018年7月4日被委任為該大學的臨時校長；並擔任該職位直到2020年8月，隨之華安卓（André Roy）擔任該大學的第一任正式的校長。2021年2月，華安卓因個人原因於2月與兩位副校長Denis Berthiaume和Édith Dumont一同辭職，僅擔任大學臨時校長一職。校董會成員於2018年12月31日委任。
然而，在2018年安大略省大選之後，新組建的進步保守黨政府宣布取消資助建立法文大學的計劃。賈斯汀·杜魯多、安省法語人大會及魁北克省省長弗朗索瓦·勒戈（Francois Legault）皆對此表示失望。法文大學資金問題一度成為安省新政府與法裔安大略人之間的主要政治矛盾。2018年11月29日，省議會的法裔議員施瑪德（Amanda Simard）宣布退出進步保守黨，轉為無黨籍議員（後於2020年1月16日加入自由黨）。她稱政府取消法文大學的資助是她做出此決定的原因之一。2018年12月，安省逾萬法語人士上街抗議省政府削減法語開支。2019年9月，安大略省政府和加拿大聯邦政府宣布已簽署諒解備忘錄，兩級政府宣布將在接下來的八年內提供1.26億加元的資金以資助法文大學。
安省法文大學於2019年9月開設了第一個學術項目，這是一個針對城市書院（Collège La Cité）教育學學生的專上教育教育學項目。該大學為完成該項目的教育學學生頒發了大學成立以來第一批研究生畢業證書。該大學隨即計劃於2021年秋季招收第一批全日制學生。
2021年1月24日，大學表示僅收到19名申請人的入學申請，遠低於預期的200名申請人。大學第一批全日制本科生於2021年9月開課，共有151名學生。

## 校舍

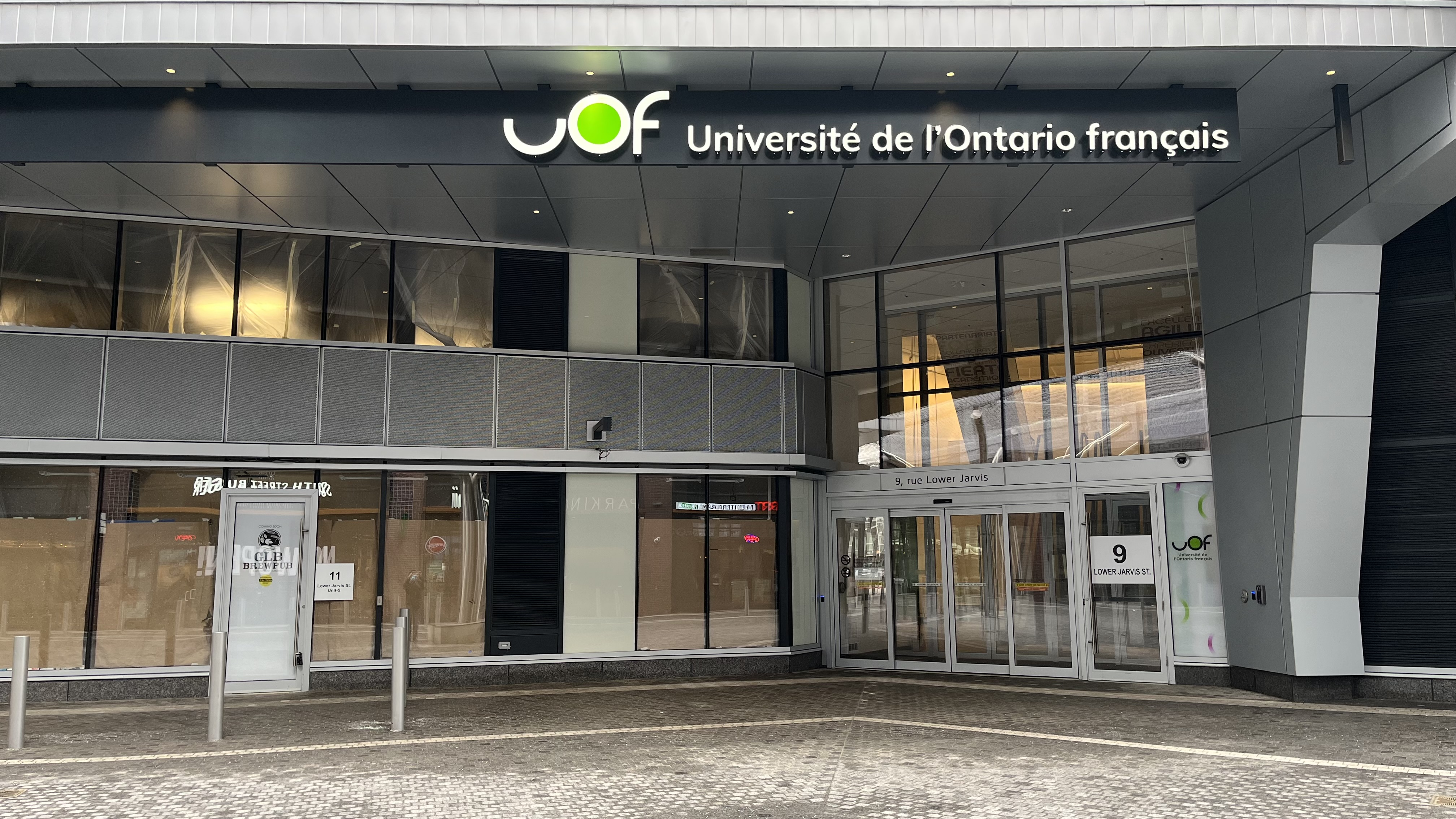
安省法文大學的校舍，位於多倫多下渣華士街9號（9 Lower Jarvis Street）

安省法文大學的校舍位於多倫多市中心，靠近安大略湖。該校舍位於多倫多市中心東湖濱區（East Bayfront）的一座高層建築，地址為下渣華士街9號（9 Lower Jarvis Street）。法文大學在大樓內租用了4,654平方（50,100平方英尺）的空間。
安省法文大學校舍內沒有實體圖書館，僅為其學生提供線上大學圖書館。

## 行政
大學通過校董會（board of governors）和教務委員會（senate）實施管理，兩者都是根據《2017年安省法文大學法令》（Université de l'Ontario français Act, 2017）設立的。校董會負責大學校務管理。校董會成員包括大學行政部門、教職員、學生團體以及由安大略省省督（省督會同行政會議）委任的成員。教務委員會則負責大學的學術及教育政策，包括大學招生，以及學位、文憑及證書的頒發。
該大學的校長為大學的行政總監。現任校長魏列平（Pierre Ouellette）於2021年6月獲得委任擔任該職位，並於2021年7月7日上任。該職位之前由華安卓（André Roy）擔任，華安卓於2020年8月至2021年2月擔任該大學的第一任校長。在華安卓離任與魏列平上任之間的過渡期，由Denis Berthiaume與Édith Dumont共同擔任臨時校長。此外，校董會還有權委任校監，校監為大學的禮儀性總監。然而，安省法文大學尚未委任任何人擔任校監的職位。

## 學術
安省法文大學的官方教學語言為法語。該大學是安省首家以法語為唯一官方語言的公立大學。

## 外部連結
- 安省法文大學官方网站 （页面存档备份，存于）